# Pálenica (sedlo)
Sedlo Pálenica je hluboko pokleslé sedlo o nadmořské výšce 1570 m v hlavním hřebeni Západních Tater na Slovensku. Nachází se v porostu kosodřeviny. Je závěrem Bobrovecké doliny v blízkosti Bobroveckých ples. Odděluje geomorfologické okrsky Sivý vrch, ležící na západě, a Roháče, které leží na východě od sedla.

## Turistické možnosti
Dá se z něj snadno dostat např. na Sivý vrch (0:55 hodiny), Brestovou (1:10 hodiny), do Zuberce (2:30 hodiny) nebo do Jalovce (3:25 hodiny). Tímto sedlem končí kosodřevinový hřeben Holáně. Asi 15 minut cesty směrem na Zuberec se, nedaleko náhorní louky Zadné Košariská, nachází pramen vody.

## Výhled
Výhled ze sedla je velmi omezený nebo žádný.

## Přístup
- Po  značce ze Sivého vrchu, trvání 0:40 hodiny
- Po  značce z Brestové, trvání 0:50 hodiny
- Po  značce z Jalovce, trvání 4 hodiny
- Po  značce ze Zuberce, trvání 2:50 hodiny